# Дадун
Даду́н (кит. упр. 大东, пиньинь Dàdōng) — район городского подчинения города субпровинциального значения Шэньян провинции Ляонин (КНР). Один из промышленных районов Шэньяна, состоит из двух не связанных между собой анклавов.

## История
Район с таким названием появился в составе Шэньяна в 1938 году. Впоследствии к нему были присоединены земли нескольких расформированных районов.

## Административное деление
Район Дадун делится на 14 уличных комитетов.

## Экономика
В районе расположен автомобильный завод компании BMW Brilliance.

## Достопримечательности
- Музей 18 сентября